# 石井一昌
石井 一昌（いしい かずまさ、1926年 - 2012年）は、日本の政治運動家。日本を築く庶民の会会長・元護国団最高顧問・元護国団団長。

## 生涯
福島県郡山市出身。1955年6月、護國團に入団、青年隊隊長などを歴任。1955年に岸信介（当時、自由民主党幹事長）の事務所に単身乗り込み直談判を行う。1960年、安保改定時に全学連と争って逮捕。
長年の経験より「やくざ右翼は去れ」「右翼では国は救えない」「日本は女性で開けた国」「女性の力がなくては国は救えない」と、右翼を超越した次元で有志と運動を展開中に病没。日本を築く庶民の会には、病床で石井一昌に託された絶筆があり、関係者にシリアル番号をつけて配布済み。

## 著書
- 『暗殺集団: ヤクザ右翼よ、去れ!』恒友出版、1998年
- 『信念のために人を殺れるか: 正伝・暗殺集団』日新報道、1999年